# أحمد عبد الله السيد
 أحمد عبد الله السيد (19 ديسمبر 1979 -) هو مخرج وكاتب سيناريو ومونتير مصري.

## حياته ونشأته
ولد في القاهرة 19 ديسمبر 1979، درس الموسيقى حيث تخرج في كلية التربية الموسيقية جامعة حلوان بالقاهرة.

## مسيرته
عمل في المونتاچ منذ نهايات التسعينات في الإعلانات، وبعض الأفلام الدعائية.
بدأ في مونتاچ الأفلام الروائية الطويلة منذ العام 2002 ، حيث قام بمونتاچ عدد من الأفلام، فضلا عن عمله كمشرف على أعمال ما بعد التصوير وتوليف النيجاتيف ، والخدع الرقمية، كذلك قام بعمل العديد من تترات الأفلام.

### فيلم هليوبوليس
تدور أحداث فيلم هليوبوليس خلال ليلة واحدة في حي مصر الجديدة، حيث تتنقل بين حيوات ستة من أهل الحي أو مرتاديه خلال هذا اليوم، ولا يجمع هذه الشخصيات – فضلا عن الحي محور الأحداث.
سيناريو الفيلم حصل على جائزة مؤسسة ساويرس لأحسن سيناريو عام 2007
كما حصل الفيلم على تقدير خاص من مهرجان القاهرة السينمائي الدولي عام 2009

### فيلم ميكروفون
ثاني أفلامه هو “ميكروفون” عن الموسيقى المستقلة بالإسكندرية، حصل الفيلم على جائزة مهرجان قرطاج الكبرى وهو أول فيلم مصري يحصل عليها، كذلك هو أول فيلم مصري يحصل على ذهبية مهرجان إسطنبول، وذهبية مهرجان تاريفا، كما حصل على جائزة أفضل فيلم عربي في مهرجان القاهرة السينمائي.
هليوبوليس هو فيلمه الأول الطويل كمخرج. اختير رسميا في مهرجانات مثل مهرجان تورونتو السينمائي الدولي ، مهرجان سالونيك الدولي، مهرجان القاهرة السينمائي الدولي، مهرجان دبي السينمائي الدولي، ستوكهولم. ڤانكوڤر وغيرهم.

### فيلم فرش وغطا
فيلم فرش وغطا هو ثالث أفلامه، بطولة آسر ياسين ، عمرو عابد ، يارا جبران ، محمد ممدوح، ومن إنتاج محمد حفظي. افتتح في مهرجان تورونتو السينمائي الدولي سبتمبر 2013 والعرض الاوربي الأول في المسابقة الرسمية بمهرجان لندن السينمائي الدولي.

## وصلات خارجية
- أحمد عبد الله السيد على موقع IMDb (الإنجليزية)
- أحمد عبد الله السيد على موقع ألو سيني (الفرنسية)
- أحمد عبد الله السيد على موقع أول موفي (الإنجليزية)
- أحمد عبد الله السيد على موقع قاعدة بيانات الفيلم (الإنجليزية)
- أحمد عبد الله السيد على موقع كينوبويسك (الروسية)